# Naissance en 1974
Naissance
- 1970
- 1971
- 1972
- 1973
- 1974
- 1975
- 1976
- 1977
- 1978

Les naissances en 1974 concernent les personnalités nées entre le 1er janvier et le 31 décembre 1974.

## Janvier
- 1er janvier : Reem Maged, journaliste égyptienne.
- 3 janvier :
  - Alessandro Petacchi, coureur cycliste italien.
  - Francisco Rivera Ordóñez, matador espagnol.
  - Franck Riester, homme politique français.
- 5 janvier : Astérios Peltékis, acteur grec.
- 6 janvier : Romain Sardou, écrivain français.
- 8 janvier : Viktoria Potapova, judokate handisport russe.
- 9 janvier : 
  - Jeremy Akers, joueur américain de football américain.
  - Jesulín de Ubrique (Jesús Janeiro Bazán), matador espagnol.
  - Omari Hardwick, acteur américain.
- 10 janvier : Hrithik Roshan, acteur indien.
- 12 janvier : Séverine Vandenhende, judokate française.
- 16 janvier : Kate Moss, mannequin britannique.
- 17 janvier : Jaakko Kuusisto, violoniste, chef d'orchestre et compositeur finlandais († 23 février 2022).
- 18 janvier : Anke Engels, actrice néerlandaise.
- 21 janvier : Kim Dotcom, informaticien et homme d'affaires germano-finlandais, PDG de Megaupload.
- 24 janvier : Ibrahima Khalil Kaba, Ministre guinéen.
- 25 janvier : Kamel Madouri, hommes politiques tunisien.
- 26 janvier : 
  - Blanche Bilongo, actrice et présentatrice de télévision camerounaise.
  - Mohamed Tayeb Ghimouz, footballeur algérien.
- 30 janvier : Christian Bale, acteur britannique.
- 31 janvier : Ary Abittan, acteur et humoriste français.

## Février
- 3 février : Jayne Middlemiss, présentatrice de télévision britannique.
- 6 février : Thiaba Bruni, femme politique franco-sénégalaise.
- 7 février : Nujabes, producteur de hip-hop, de trip hop et DJ japonais († 26 février 2010).
- 8 février : Guy-Manuel de Homem-Christo, musicien français, membre des Daft Punk.
- 10 février :
  - Elizabeth Banks, actrice, productrice, réalisatrice et scénariste américaine.
  - Cathrine Holst, sociologue du genre norvégienne.
  - David Datuna, Artiste américain d'origine géorgienne († 24 mai 2022).
- 11 février :
  - Julien Arnaud, journaliste français.
  - Sébastien Hinault, cycliste français.
  - D'Angelo, chanteur de Neo soul, pianiste, guitariste, compositeur, et producteur américain.
  - Alex Jones, animateur radio complotiste américain.
  - Pedrito de Portugal (Pedro Alexander Anjos Roque Silva), matador portugais.
- 13 février : Robbie Williams, chanteur britannique.
- 14 février : Philippe Léonard, footballeur belge.
- 15 février : Mr. Lordi, chanteur finlandais membre du groupe hard rock/heavy metal The Lordi.
- 17 février : 
  - Jerry O'Connell, acteur, réalisateur, scénariste et producteur de cinéma américain.
  - Al-Muhtadee Billah, prince héritier de Brunei.
- 20 février : Ophélie Winter, chanteuse, autrice-compositrice, animatrice de télévision, actrice et mannequin franco-néerlandaise.
- 22 février : James Blunt, chanteur britannique.
- 24 février : 
  - Gila Gamliel, femme politique israélienne.
  - Brahim Thiam, footballeur franco-malien.
- 25 février : Nína Dögg Filippusdóttir, actrice islandaise.
- 26 février : Sébastien Loeb, pilote de rallye français.
- 27 février : Julie Andrieu, animatrice de télévision française.
- 28 février : Doreen Jacobi, actrice allemande.

## Mars
- 1er mars : Márcia Imperator, actrice pornographique brésilienne.
- 2 mars : Santiago Lopo, écrivain espagnol.
- 3 mars : Anne Fakhouri, autrice française de fantasy († 9 novembre 2022).
- 5 mars : 
  - Larbi Benboudaoud, judoka français d'origine algérienne.
  - Eduardo Dávila Miura, matador espagnol.
  - Matthieu Delormeau, animateur, chroniqueur et producteur de télévision français.
- 7 mars : Jenna Fischer, actrice américaine.
- 10 mars : « El Cid » (Manuel Jesús Cid), matador espagnol.
- 14 mars : Grace Park, actrice et mannequin américaine.
- 15 mars :
  - Percy Montgomery, rugbyman sud-africain.
  - Elena Tokoun, joueuse russe de water-polo.
  - Vaughan Gething, personnalité politique britannique.
- 17 mars : Dorin Recean, homme politique moldave.
- 18 mars : Przemysław Wojcieszek, réalisateur de cinéma polonais.
- 20 mars : Nadia Medjmedj, athlète handisport algérienne.
- 26 mars : Hocine Gasmi, athlète footballeur algérien († 21 mai 2000).
- 28 mars : José Antonio Canales Rivera, matador espagnol.

## Avril
- 4 avril : Dave Mirra, pilote de BMX américain († 4 février 2016).
- 8 avril : Chino XL, rappeur américain d'origine portoricain († 28 juillet 2024).
- 9 avril : Jenna Jameson, actrice américaine.
- 11 avril : Tricia Helfer, mannequin et actrice canadienne.
- 14 avril : 
  - Quentin Dupieux ou Mr. Oizo, musicien, réalisateur et scénariste français.
  - Hélène Bourgeois Leclerc, actrice québécoise.
- 16 avril : Mathias Malzieu, musicien, chanteur, écrivain et réalisateur français.
- 17 avril :
  - Mikael Åkerfeldt, chanteur et guitariste du groupe suédois Opeth.
  - Victoria Beckham, chanteuse anglaise, ancienne membre des Spice Girls.
- 18 avril :
  - Edgar Wright, réalisateur, scénariste, acteur et producteur britannique.
  - « El Califa » (José Pacheco Rodríguez), matador espagnol.
  - Olivier Besancenot, homme politique français.
- 19 avril : Christopher Stills, chanteur américain.
- 20 avril : Grégory Basso, ancien candidat d'émission de télé réalité.
- 22 avril : Shavo Odadjian, bassiste de System of a Down.
- 24 avril : Muhoozi Kainerugaba, Militaire ougandais et fils de Yoweri Museveni.
- 25 avril : Le prince Louis de Bourbon, duc d'Anjou, aîné des Capétiens et chef de la maison de France.
- 26 avril : Richard Dostálek, footballeur tchèque.
- 28 avril : 
  - Penélope Cruz, actrice espagnole.
  - Małgorzata Dydek, basketteuse polonaise, la plus grande joueuse de la WNBA († 21 mai 2011).
- 29 avril : Anggun, chanteuse française d'origine indonésienne.
- 30 avril :
  - Elisabetta De Blasis, femme politique italienne.
  - Reckya Madougou, femme politique béninoise.
  - Ricardo Ortiz, matador espagnol.

## Mai
- 2 mai : Stuart Anstis, guitariste britannique († 21 août 2022).
- 7 mai : Courtney Johnson, joueuse américaine de water-polo.
- 10 mai : 
  - Quentin Elias, chanteur, danseur et mannequin français († 25 février 2014).
  - Doc Gynéco, auteur-compositeur-interprète, chanteur, rappeur et producteur français.
  - Ramin Gurbanov, avocat et homme politique azerbaïdjanais.
- 11 mai : Benoît Magimel, acteur français.
- 14 mai : 
  - Frédéric Volovitch, chanteur et guitariste français des groupes Les Wriggles et Volo.
  - Jennifer Allan, mannequin américaine et playmate.
- 16 mai : Laura Pausini, chanteuse italienne.
- 17 mai : 
  - Andrea Corr, chanteuse irlandaise du groupe The Corrs.
  - Sonia Grimm, auteure-compositrice-interprète suisse.
- 19 mai : Emma Shapplin, chanteuse française.
- 22 mai : Sean Gunn, acteur américain.
- 23 mai :
  - Maria McCool, chanteuse irlandaise.
  - Manuela Schwesig, femme politique allemande.
- 27 mai : Vanessa Blue, actrice pornographique américaine.
- 29 mai : Eva Martí, chanteuse espagnole.
- 30 mai : 
  - Mohamed Gaya, homme politique algérien.
  - Andry Rajoelina, homme politique franco-malgache et président de Madagascar depuis 2009.
  - Rachel Keke, femme politique franco-ivoirienne et députée, porte-parole du mouvement de grève des femmes de chambre de l'hôtel Ibis.
- 30 mai : Ara Celi, actrice américaine.

## Juin
- 1er juin : Alanis Morissette, chanteuse canadienne.
- 5 juin : 
  - Tate Reeves, politicien américain.
  - Martine Moïse, épouse de Jovenel Moïse et ancienne première dame de Haïti.
- 7 juin : Bear Grylls, alpiniste, aventurier et animateur de télévision britannique.
- 9 juin : Joseph Léon, chanteur et musicien libanais († 21 février 2018).
- 13 juin : 
  - Valeri Boure, joueur de hockey sur glace russe.
  - Ophélie Gaillard, musicienne française.
  - Marie-Denise Gilles, footballeuse haïtienne.
- 14 juin : 
  - Olivier de Benoist, comédien, humoriste et magicien français.
  - Lucien Dubuis, musicien suisse spécialiste des instruments à anche simple (saxophone, clarinette) et en particulier de la clarinette contrebasse.
  - Valérie Plante, mairesse de Montréal.
- 16 juin : Alexandre Astier, réalisateur, scénariste et comédien français.
- 17 juin : Brave Brothers, rappeur, réalisateur artistique et auteur-compositeur sud-coréen.
- 20 juin : Linh-Dan Pham, actrice franco-vietnamienne.
- 21 juin : Giorgio Marengo, cardinal italien, préfet apostolique d'Oulan-Bator.
- 22 juin : 
  - Jo Cox, femme politique britannique, assassinée pour s'être opposée au brexit († 16 juin 2016).
  - Nikolay Shirshov, footballeur ouzbek († 28 décembre 2021).
- 23 juin : Sinan Şamil Sam, boxeur turc († 30 octobre 2015).
- 26 juin : Arnaud Fleurent-Didier, chanteur français.

## Juillet
- 1er juillet : Monsieur Fraize, humoriste français.
- 2 juillet : 
  - Flavie Flament, animatrice de télévision et de radio française.
  - Moon So-ri, actrice sud-coréenne.
- 4 juillet : 
  - Michelle Stilwell, athlète handisport et femme politique canadienne.
  - Karole Rocher, actrice française.
- 5 juillet : Michela Brunelli, pongiste italienne.
- 6 juillet : Mourad Amirkhanian, artiste lyrique d'origine arménienne.
- 7 juillet : Sharon Laws, coureuse cycliste britannique († 16 décembre 2017).
- 9 juillet : Éric Poulliat, homme politique français.
- 11 juillet : Anatol Afoote Afotuku, homme politique de la République démocratique du Congo.
- 12 juillet : The Hurricane, catcheur professionnel américain.
- 14 juillet : 
  - Maxine Peake, actrice britannique.
  - Martina Hill, actrice, doubleuse, scénariste, écrivaine, imitatrice et humoriste allemande.
- 15 juillet : 
  - Ousmane Sonko, homme politique sénégalais.
  - Seth Gordon, réalisateur, producteur, scénariste et monteur américain.
- 16 juillet :
  - Grigorij Khizhnyak, joueur de basket-ball soviétique puis ukrainien († 5 octobre 2018).
  - Robinne Lee, actrice américaine.
- 19 juillet : Vincent Spadea, joueur de tennis américain.
- 20 juillet : Bonny B., bluesman cambodgien.
- 21 juillet : Florentine Lahme, actrice allemande.
- 25 juillet : Lauren Faust, scénariste et réalisatrice américain, connue pour My Little Pony : Les amis, c'est magique.
- 30 juillet : Jacek Dukaj, auteur de science-fiction polonais.
- 31 juillet : Emilia Fox, actrice anglaise.

## Août
- 1er août : Don Choa, chanteur de rap français.
- 2 août : Angel Boris, actrice américaine et playmate.
- 4 août : Eyrolles Michel Mvunzi Meya, homme politique congolais († 16 décembre 2020).
- 6 août : Olivier Dubois, journaliste français.
- 9 août : Joseph Léon, chanteur et musicien libanais († 21 février 2018).
- 13 août : Nassima al-Sadah, journaliste et militante saoudienne pour les droits de l'homme.
- 14 août :
  - Silvio Horta, producteur américain d'origine cubaine († 7 janvier 2020).
  - Tomer Sisley, acteur et humoriste français.
- 15 août : Mohamed Ofei Sylla, footballeur guinéen († 4 février 2019).
- 17 août : 
  - Reki Kawahara, auteur japonais de light novels.
  - Benny Wenda, indépendantiste papou d'Indonésie.
- 20 août : Amy Adams, actrice américaine.
- 22 août : Iris Kyle, culturiste américaine.
- 23 août : 
  - Astrid Posner, actrice allemande.
  - Seth Binzer, rappeur américain († 4 juin 2024).
- 30 août : Ricardo Otxoa, coureur cycliste espagnol († 15 février 2001).

## Septembre
- 1er septembre : Filip Nikolic, chanteur et acteur français († 16 septembre 2009).
- 2 septembre : Łukasz Barczyk, réalisateur polonais.
- 3 septembre : Clare Kramer, actrice américaine.
- 4 septembre : 
  - Carmit Bachar, chanteuse, danseuse américaine, ex-membre du groupe The Pussycat Dolls.
  - Nona Gaye, mannequin et actrice américaine.
- 6 septembre : 
  - Chad Coleman, acteur américain.
  - Silvia Vásquez-Lavado, alpiniste péruvienne.
- 10 septembre : Ryan Phillippe, acteur américain.
- 18 septembre : Xzibit, rappeur et acteur américain.
- 23 septembre :
  - Cyril Hanouna, animateur de télévision et de radio français
  - Matt Hardy, catcheur professionnel américain.
  - Misuzulu Sinqobile kaZwelithini, Monarque sud-africain et Roi des Zoulous.
- 26 septembre : Ju Jin-mo, acteur sud-coréen.
- 27 septembre :
  - Justine Lévy, écrivain française.
  - Marilyne Andersen, physicienne suisse.
- 30 septembre : 
  - Ashley Hamilton (en), acteur et auteur-compositeur-interprète américain.
  - Daniel Wu, acteur, réalisateur et producteur américano-chinois.
  - Jeremy Giambi, joueur américain de baseball († 9 février 2022).

## Octobre
- 1er octobre : Sherri Saum, actrice et mannequin américaine.
- 2 octobre : Bernard Mourad, banquier et écrivain français († 9 janvier 2025).
- 6 octobre : Jeremy Sisto, acteur américain.
- 7 octobre : Charlotte Perrelli, chanteuse suédoise.
- 8 octobre : Khetam Abu Awad, pongiste jordanienne.
- 8 octobre:Frantz Carly Jean Michel, auteur et gestionnaire haïtien
- 9 octobre : Yann Barthès, journaliste français.
- 11 octobre : Sophie Michard, actrice française.
- 22 octobre : Layla Roberts, mannequin et actrice américaine.
- 23 octobre : Luther Yaméogo, juriste politologue burkinabè.
- 28 octobre : 
  - Joaquin Phoenix, acteur américain.
  - Michael Dougherty, scénariste, acteur, réalisateur et monteur américain.
- 29 octobre : John Banza Lunda, homme politique de la République démocratique du Congo.
- 31 octobre : Fanny Lauzier, actrice de télévision et de cinéma canadienne.

## Novembre
- 2 novembre : Prodigy, rappeur américain († 20 juin 2017).
- 6 novembre : 
  - Hacène Mammeri, footballeur algérien.
  - Frank Vandenbroucke, coureur cycliste belge († 12 octobre 2009).
- 8 novembre : Masashi Kishimoto, dessinateur-scénariste mangaka japonais.
- 9 novembre : 
  - Alessandro Del Piero, footballeur italien.
  - Ryō Kase, acteur japonais.
- 11 novembre : Leonardo DiCaprio, acteur, producteur, scénariste et documentariste américain.
- 12 novembre : 
  - Olivia Côte, actrice française
  - Tamala Jones, actrice et productrice américaine.
- 13 novembre : Sergueï Riazanski, cosmonaute russe.
- 15 novembre : Chad Kroeger, chanteur et guitariste du groupe canadien Nickelback.
- 16 novembre : Marie Misamu, chanteuse de gospel congolaise († 16 janvier 2016† 16 janvier 2016).
- 17 novembre : Eunice Barber, heptathlonienne française.
- 18 novembre : 
  - Chloë Sevigny, actrice américaine.
  - Petter Solberg, pilote de rallye norvégien.
- 22 novembre : Fathimath Dhiyana Saeed, juriste et diplomate maldivienne.
- 25 novembre : Sandrine Le Berre, actrice française.
- 28 novembre :
  - Rob Conway, catcheur américain.
  - José Luis Moreno, matador espagnol.
  - Apl.de.ap, chanteur américain.
- 30 novembre : 
  - Halyna Kruk, écrivaine, traductrice, poétesse et critique littéraire ukrainienne.
  - Magali Amadei, mannequin et actrice française.

## Décembre
- 3 décembre : 
  - Farnaz Ghazizadeh, journaliste et animatrice de télévision iranienne.
  - Samantha Rénier, actrice française et fille d'Yves Rénier.
  - Marie Drucker, journaliste française.
- 5 décembre : Lisa Sheridan, actrice et photographe américaine († 25 février 2019).
- 8 décembre : Maya Mishalska, actrice mexicaine d'origine polonaise.
- 9 décembre : Alexandre Mars, entrepreneur, philanthrope et auteur français.
- 11 décembre : Rey Mysterio (Oscar Gutierrez Rubio), catcheur américain d'origine mexicaine.
- 12 décembre : Maria Kowalsky, actrice allemande.
- 15 décembre : P. J. Byrne, scénariste, réalisateur et acteur américain.
- 17 décembre : 
  - Giovanni Ribisi, acteur américain.
  - Kristen Kerr, actrice américaine.
  - Sarah Paulson, actrice américaine.
- 18 décembre : 
  - Mazarine Pingeot, écrivaine française.
  - Yaya Dillo, homme politique tchadien († 28 février 2024).
- 19 décembre : 
  - Samira Gutoc, journaliste philippine.
  - Sam Sarpong, acteur, animateur de télévision et mannequin britannico-américain († 26 octobre 2015).
- 22 décembre : Heather Donahue, actrice américaine.
- 25 décembre : Tamara Bleszynski, actrice indonésienne.
- 26 décembre : Antonia de Rendinger, comédienne et humoriste française.
- 27 décembre : Julia Stinshoff, actrice allemande.
- 28 décembre : Kouame Koffi Athanase, notaire et homme politique ivoirien.
- 29 décembre :
  - O'Neil Bell, boxeur jamaïcain († 25 novembre 2015).
  - Evgueni Tarelkine, cosmonaute russe.
  - Sangina Baidya, taekwondoïste népalaise.

## Date précise inconnue
- Mishkat Al-Moumin, militante et femme politique irakienne.
- Banksy, grapheur anonyme britannique.
- Rina Bovrisse, entrepreneuse japonaise.
- Ghaida Kambash, femme politique irakienne († 10 juillet 2020).
- Dimitar Kovačevski, homme d'État macédonien.
- Hichem Mechichi, homme politique tunisien.
- Oleg Mitiaïev, major-général russe († 15 mars 2022).
- Brice Oligui Nguema, général gabonais, chef d'État du Gabon depuis 2023.
- Isabelle Zribi, écrivaine et avocate française.